# VOA (álbum)
VOA es un álbum de estudio de Sammy Hagar, lanzado justamente antes de unirse a la agrupación Van Halen. Contiene el exitoso sencillo "I Can't Drive 55".

## Lista de canciones
1. "I Can't Drive 55" (Sammy Hagar) - 4:12
2. "Swept Away" (Hagar) - 5:36
3. "Rock Is in My Blood" (Hagar) - 4:29
4. "Two Sides of Love" (Hagar) - 3:41
5. "Dick in the Dirt" (Hagar) - 4:19
6. "VOA" (Hagar) - 4:29
7. "Don't Make Me Wait" (Hagar, Jesse Harms) - 4:06
8. "Burnin' Down the City" (Hagar) - 5:32

## Créditos
- Sammy Hagar: voz, guitarra
- Gary Pihl: guitarra
- Jesse Harms: teclados
- Bill Church: bajo
- David Lauser: batería
- Ted "Champagne" Templeman: percusión

## Sencillos
- "I Can't Drive 55" / "Burnin' Down The City" - EE. UU. (Geffen 7-29173)
- "I Can't Drive 55" / "I Can't Drive 55" - EE. UU. (Geffen 7-29176)
- "I Can't Drive 55" / "I Can't Drive 55" - EE. UU. (Geffen PRO-A-2174)
- "I Can't Drive 55" / "Dick In The Dirt" - Alemania (Geffen A 4959)
- "Two Sides Of Love" / "Burnin' Down The City" - EE. UU. (Geffen 29246-7)
- "Two Sides Of Love" / "Two Sides Of Love" - EE. UU. (Geffen PRO-A-2156)
- "Two Sides Of Love" / "Burnin' Down The City" - Japón (Geffen 07SP 833)
- "VOA" / "VOA" - EE. UU. (Geffen PRO-A-2213)
- "Swept Away" /"Swept Away" - EE. UU. (Geffen PRO-A-2282)